# Bharata repulsa
Bharata repulsa är en insektsart som beskrevs av Melichar 1926. Bharata repulsa ingår i släktet Bharata och familjen dvärgstritar. Inga underarter finns listade i Catalogue of Life.